# 弗兰克·麦克林
弗兰克·麦克林（英語：Frank McLynn，全名：Francis James McLynn，1941年8月29日—）是一位英国作家、记者和历史学家，主要作品有《成吉思汗：征战、帝国及其遗产》（Genghis Khan:His Conquests，His Empire，His Legacy，2015年）、《拿破仑传》（Napoleon: A Biography，1997年）、《马可·奥勒留》（Marcus Aurelius: Warrior, Philosopher, Emperor，2009年）、《英雄与枭雄：六大军事统帅的精神世界》（Heroes and Villains: Inside the Minds of the Greatest Warriors in History，2009年）等。